# Wes Jackson
Wes Jackson (Topeka, 1936) é um biólogo estadunidense.
Jackson estudou biologia e botânica em Kansas e genética na Universidade Estadual da Carolina do Norte. Foi professor de biologia na Kansas Wesleyan University e na Universidade do Estado da Califórnia em Sacramento.

## Reconhecimentos
- 2000: Prêmio Right Livelihood